# Graniczny Potok (dopływ Bytomki)
Graniczny Potok (Rów Graniczny, Rów Łagiewnicki) – potok, dopływ Bytomki. Źródło znajduje się na terenie zespołu przyrodniczo-krajobrazowego „Żabie Doły”, a ujście w bytomskich Łagiewnikach, w rejonie ul. Młyńskiej.
Graniczny Potok tworzy płytkie rozlewiska porośnięte szuwarem (głównie trzcina pospolita oraz pałka szerokolistna i pałka wąskolistna), a jego wody zasilają parkowe stawy. Do potoku trafiały oczyszczane biologicznie ścieki komunalne z Bytomskiego Przedsiębiorstwa Komunalnego oraz ścieki mieszane z osadnika Kopalni Węgla Kamiennego Rozbark w ilości powyżej 1000 m³ na dobę (stan na 2012); wody Granicznego Potoku zanieczyszczają Bytomkę poprzez transport osadów z rejonu zbiorników zespołu przyrodniczo-krajobrazowego „Żabie Doły”, gdzie były gromadzone odpady po flotacji rud cynku i ołowiu.